# 2529 Rockwell Kent
2529 Rockwell Kent este un asteroid din centura principală, descoperit pe 21 august 1977 de Nikolai Cernîh.